# Fadet tyrrhénien
Coenonympha corinna
Espèce
Statut de conservation UICN

 LC  : Préoccupation mineure
Le Fadet tyrrhénien (Coenonympha corinna) est une espèce de lépidoptères appartenant à la famille des Nymphalidae, à la sous-famille des Satyrinae et au genre Coenonympha.
Cette espèce est endémique de Corse, de Sardaigne et de Capraia.

## Dénomination
Coenonympha corinna nommé par Jakob Hübneren 1804.

### Noms vernaculaires
Le Fadet tyrrhénien se nomme Corsican Heath en anglais.

## Description
Ce petit papillon de couleur orangée à étroite bordure marron avec un discret ocelle noir à l'apex des antérieures, et, chez la femelle une ligne d'ocelles vestigiaux sous forme de points foncés aux postérieures.
Le revers est aux antérieures de la même couleur orangée avec  à l'apex l'ocelle noir pupillé de blanc cerclé de jaune, et une ornementation caractéristique aux postérieures : une bande postdiscale claire irrégulière et une ligne d'ocelles noirs pupillés de blanc cerclé de jaune, parfois vestigiaux ou parfois absents.

## Biologie

### Période de vol et hivernation
Il vole en plusieurs générations, de mai à septembre.

### Plantes hôtes
Ses plantes hôtes sont des graminées.

## Écologie et distribution
Il est présent en Corse, en Sardaigne et à Capraia.
Sur l'île d'Elbe, quelques îles voisines et les massifs côtiers de Toscane vole une espèce proche, Coenonympha elbana.
Il est présent dans les deux départements de Corse,.

### Biotope
Il réside dans les lieux herbus.

### Protection
Il ne bénéficie pas de statut de protection particulier.